# 博览中心站 (芜湖市)
博览中心站为中华人民共和国安徽省芜湖市弋江区九华南路与大工山路交口北侧的一座单轨车站，属于芜湖轨道交通1号线。车站西侧为芜湖宜居国际博览中心。2021年11月3日投入运营。
车站建设时期曾命名为大工山路站。

## 车站结构
博览中心站为地上三层车站，一层为出入口，二层为车站大堂，三层为车站站台，设有两个侧式站台，并设有半高屏蔽门。

### 车站楼层
| 地上三层 | 侧式站台，右側開门 | 侧式站台，右側開门           |
| 地上三层 | 轨道（西）         | █ 1号线往白马山（文津东路）  |
| 地上三层 | 轨道（东）         | █ 1号线往保顺路（红花山路）  |
| 地上三层 | 侧式站台，右側開门 |                              |
| 地上二层 | 站厅               | 客服中心、自动售票机、验票机 |
| 地面     | 出入口             | 1-4出入口                    |

## 车站出口
博览中心站共设4个出口，出口及周围设施如下所示：
|                           |      |              |                                                       |
| 出口编号                  | 照片 | 地点         | 可到达目的地                                          |
| 出口 · 1L · 升降机标志    |      | 九华南路东侧 | 芜湖市中医医院、芜湖市第四人民医院、汇成明郡          |
| 出口 · 2L                 |      | 九华南路西侧 | 芜湖宜居国际博览中心、中央城大酒店                    |
| 出口 · 3L · 扶手电梯标志  |      | 九华南路西侧 | 安徽师范大学（花津校区）                              |
| 出口 · 4L · 扶手电梯标志  |      | 九华南路东侧 | 爱尔眼科·芜湖昭美、柏庄时代广场、安徽师范大学附属小学 |
| 註： 設有 \| 設有扶手電梯 |      |              |                                                       |

## 接驳交通

### 公交车
- 博览中心·中医医院：16、45、502、505、505弋矶山线、603、626、627、特1路
- 博览中心南：18、32、36、114、627路
- 师大附小北：32、36路
- 柏庄丽城：16、18、45、114、505、505路弋矶山线